# 吳斌 (香港)
吳斌（英文名：Roderick Woo，？—2025年2月），是香港太平紳士，前個人資料私隱專員，任期5年，由2005年8月1日至2010年7月31日。吳斌之前曾任執業事務律師（香港及倫敦）34年多。
在任香港個人資料私隱專員公署個人資料私隱專員期間，吳斌曾經與時任審計署署長鄧國斌以「公務員之恥」、「歧視老人」之言論，亦有一番公開辯論。
吳斌曾有意參選2012年立法會選舉法律界功能組別的議席，但最終沒有出選。

## 公職
- 職業退休計劃，上訴委員會副主席
- 強制性公積金計劃，上訴委員會成員
- 香港律師會前會長

## 外部參考
1. ↑  . 明报. 2025-03-13  [2025-03-13].
2. ↑  . www.pcpd.org.hk.   [2025-03-30]. （原始内容存档于2011-06-07）.
3. ↑  . paper.wenweipo.com.   [2025-03-30].
4. ↑  . 蘋果日報. 2012-08-04  [2025-03-30]. （原始内容存档于2018-02-19）.